# Utnäs
Utnäs är en by i Forsa socken i Hudiksvalls kommun, Hälsingland. Den är belägen cirka tre kilometer sydväst om Sörforsa. Utnäs har traditionellt omtalats för att det ska ha spökat där. Spökena ska enligt sägnen ha fått hästarna att rygga utmed Skogabacka, en landsvägsbacke nära byn.